# Jos Jonker

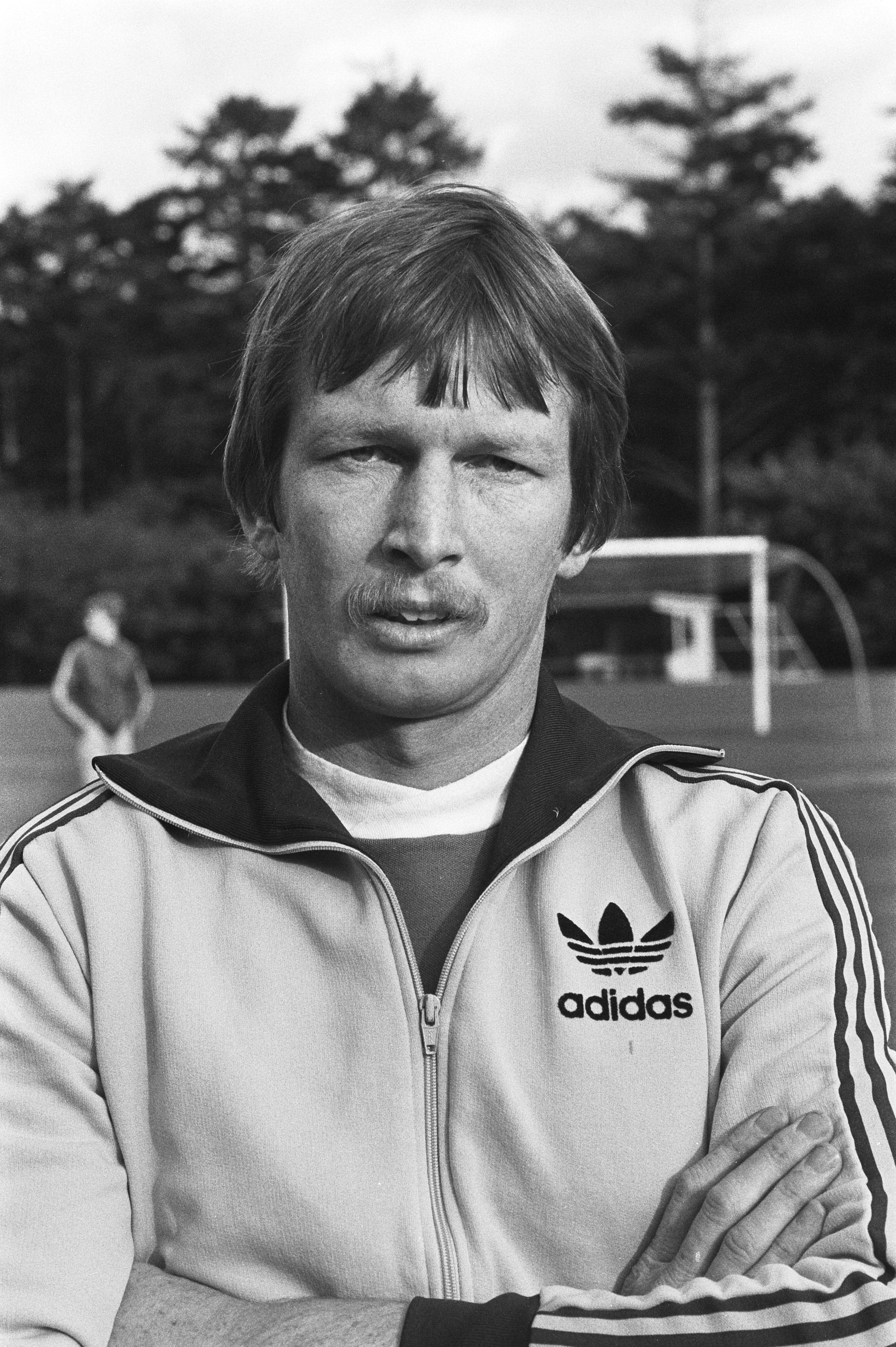
Jos Jonker als international in 1980

Jos Jonker (Castricum, 23 april 1951) is een voormalig voetballer uit Nederland. Hij kwam uit voor Telstar, FC Den Haag, AZ'67 en het Nederlands elftal.
Jonker speelde vanaf 1970 jarenlang in de anonimiteit bij Telstar. Na de degradatie met Telstar uit de eredivisie (seizoen 1977/1978) stapte hij over naar FC Den Haag, waar hij pas echt doorbrak als voetballer. Na twee seizoenen in de hofstad dwong hij in 1980 op 29e jarige leeftijd een transfer naar AZ'67 af. De club uit Alkmaar was in de tweede helft van de jaren 70 al een topclub, maar nog geen landskampioen geworden, en Jonker was medio 1980 een welkome versterking op het middenveld. Jonker speelde 3 seizoenen voor de club in Alkmaar en nam na het seizoen 1982/1983 afscheid van het betaald voetbal.
Jonker speelde 19 duels in de Europa Cup namens AZ'67 en maakte deel uit van het succesvolle team waarmee hij overtuigend landskampioen werd met een doelsaldo +71 (101-30), en in de finale van de UEFA Cup stond in het seizoen 1980/81. Voor het Nederlands elftal speelde hij twee interlands (tegen West-Duitsland en Cyprus) in het seizoen 1980/1981, waarin hij niet tot scoren kwam.